# 距离模糊
距离模糊是三维计算机图形学中用来增强距离深度感的一项技术。
由于图形环境中的许多形状相对来说比较简单，并且难于渲染复杂的阴影，所以许多图形处理引擎都使用了“模糊”梯度，距离照相机越远的物体渐进地被雾化而变得模糊。它的原理是由于光的衍射效应，距离越远的物体看起来越模糊，尤其是在户外环境中更是这样。

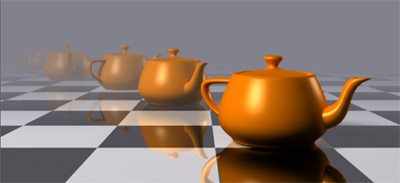
距离模糊实例

雾化在距离模糊在1990年代中期到末期游戏中的另外一项应用，当时处理能力不够强大，无法渲染远距离的场景，所以就使用了clipping方法，但是这种方法的效果非常不好。通过使用中等程度的模糊，被裁剪的多边形能够更加接近真实地逐渐消失，尽管在有些场合看起来仍然不够真实。许多早期的 Nintendo 64 游戏都使用了这种效果，比较著名的有 Turok: Dinosaur Hunter 以及 Superman 64。